# Dumont (Brazilië)
Dumont is een gemeente in de Braziliaanse deelstaat São Paulo. De gemeente telt 8.346 inwoners (schatting 2009).